# Sacramento (Portugal)
Sacramento era una freguesia portuguesa del municipio de Lisboa, distrito de Lisboa.

## Historia
Fue suprimida el 8 de noviembre de 2012, en aplicación de una resolución de la Asamblea de la República portuguesa al unirse con las freguesias de Castelo, Madalena, Mártires, Santa Justa, Santiago, Santo Estêvão, São Cristóvão e São Lourenço, São Miguel, São Nicolau, Sé y Socorro, formando la nueva freguesia de Santa Maria Maior.

## Patrimonio
- Igreja de São Roque
- Convento do Carmo
- Iglesia de la Ordem Terceira de Nossa Senhora do Carmo
- Basílica de Nossa Senhora dos Mártires
- Teatro Ginásio
- Edificio donde se encuentra el café A Brasileira